# Anaborano Ifasy
Anaborano Ifasy is een plaats in Madagaskar gelegen in het district Ambilobe van de regio Diana. In 2001 telde de plaats bij de volkstelling 24.852 inwoners.
In de plaats is basisonderwijs en voortgezet onderwijs voor jonge kinderen beschikbaar. De plaats heeft ziekenhuisvoorzieningen. 95% van de bevolking is landbouwer. Er wordt met name rijst verbouwd, maar cacao, koffie en peper komt ook voor. 5% van de bevolking werkt in de dienstensector.